# James Allison
James Allison, född 22 februari 1968, är en brittisk ingenjör som är teknisk direktör för det tyska Formel 1-stallet Mercedes Grand Prix sedan den 21 april 2023.

## Biografi
Allison avlade en kandidatexamen i maskinteknik med inriktning aerodynamik vid universitetet i Cambridge. Efter studierna började han 1990 arbeta för Benetton Formula med just aerodynamik. År 1992 fick han erbjudande om att bli avdelningschef för aerodynamik hos Larrousse, där han dock bara blev kvar i två år innan han återvände till Benetton. Han blev 1996 chef för Benettons avdelning som designar aerodynamik och året efter chef för hela Benettons aerodynamikavdelning.
År 1999 fick han en anställning hos Scuderia Ferrari och var där fram till 2005 då han blev ställföreträdande teknisk direktör för Renault F1. År 2009 blev han befordrad till vara teknisk direktör för hela F1-stallet. Den 8 maj 2013 lämnade han sin roll hos stallet som då gick under namnet Lotus F1 och återvände till Ferrari under sommaren. Han var först teknisk direktör med ansvarsområde för chassi och senare teknisk direktör för hela Ferrari-stallet.
Den 21 mars 2016 avled Allisons fru av sviterna av en hjärnhinneinflammation, vilket resulterade i att han tvingades avsäga sina arbetsuppgifter för att bearbeta sorgen och ta hand deras barn, och Allison avslutade helt sin anställning hos Ferrari den 27 juli.
Efter en åtta månaders lång paus återvände han till F1 och efterträdde Paddy Lowe som teknisk direktör för Mercedes. Den 9 april 2023 meddelades det att Allison skulle bli ny Chief Technical Officer (CTO) för F1-stallet. Men redan den 21 april blev det offentligt att Allison och Mercedes tekniska direktör Mike Elliott skulle byta arbetsuppgifter med varandra och Allison återgick till att vara teknisk direktör.
Han har varit delaktig till 13 vunna förar- och konstruktörsmästerskap vardera.
- Förarmästerskap: 1994, 1995 (Benetton) 2000, 2001, 2002, 2003, 2004 (Ferrari), 2005, 2006 (Renault), 2017, 2018, 2019, 2020 (Mercedes)
- Konstruktörsmästerskap: 1995 (Benetton) 1999, 2000, 2001, 2002, 2003, 2004 (Ferrari), 2005, 2006 (Renault), 2017, 2018, 2019, 2020 (Mercedes)